# Fusil Farquharson
El Farquharson era un fusil monotiro de cerrojo levadizo con martillo oculto. 

## Historia y desarrollo
Fue diseñado y patentado en 1872 por John Farquharson, de Daldhu, Escocia. George Gibbs, un armero de Bristol, pasó a ser copropietario de la patente de Farquharson en 1875 y fue el único fabricante de fusiles Farquharson hasta que la patente caducó.: 97  Se produjeron menos de 1.000 fusiles Gibbs-Farquharson, el último de ellos siendo entregado en 1910.: 140 
La patente de Farquharson caducó en 1889 y pocos años después, varios armeros británicos empezaron a producir sus propias versiones del fusil Farquharson empleando cerrojos levadizos fabricados por Auguste Francotte en Herstal, Bélgica.: 317  Estos cerrojos levadizos eran básicamente copias de los empleados por Gibbs para construir sus fusiles militares Farquharson, que combinaban una palanca maciza con el guardamonte.: 126, 313  Estos fusiles tenían el marcaje "PD" estampado en el cajón de mecanismos, que era el acrónimo de "public domain" e indicaba que no había infracción de patente al emplear este diseño.: 126, 313  W. J. Jeffery & Co. produjo la mayoría de fusiles Farquharson "PD", con los primeros siendo vendidos en 1895 como "Fusil de cerrojo levadizo Modelo 95". En 1904, Jeffery introdujo un fusil con cerrojo levadizo de gran tamaño llamado Modelo 1904 y que estaba calibrado para el cartucho .600 Nitro Express.: 318  El Modelo 95 y el Modelo 1904 figuraron en los catálogos de Jeffery hasta 1927.: 318  Sin embargo, a partir de 1912, las publicidades de los fusiles de cerrojo levadizo llevaban la advertencia "Ahora solamente hecho bajo pedido, al haber sido superado por el fusil de cerrojo".: 320 

## Legado

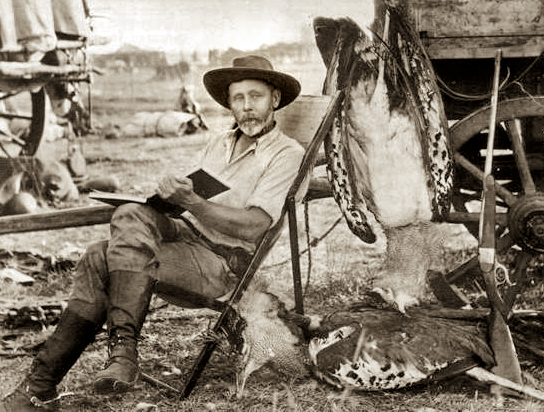
Frederick Courteney Selous fue un explorador, oficial, cazador y conservacionista británico, famoso por sus correrías en el sur y el este de África. Selous empleó un fusil Gibbs-Farquharson de calibre .461 en la mayoría de sus cacerías. En esta foto se encuentra junto a dos avutardas Kori y su fusil Holland & Holland patente Woodward. Década de 1890.

A causa de su escaso número, los fusiles Gibbs-Farquharson originales son artículos de colección sumamente valiosos.[cita requerida] Los fusiles Farquharson "PD" de Jeffery y otros fabricantes son menos escasos, pero en general se consideran artículos de colección antes que armas funcionales.
Sturm, Ruger & Co. introdujo su fusil monotiro No. 1 en 1967, un diseño con cerrojo levadizo ligeramente basado en los fusiles Farquharson y que se mantiene como uno de sus más vendidos productos.
Varias empresas armeras ofrecen fusiles monotiro más o menos basados en el Farquharson, como Soroka Rifle Co. en Nueva Zelanda, Dakota Arms Inc. en Sturgis, Dakota del Sur y Sturtevant Arms Company en Pueblo, Colorado.